# الميافع (السدة)

تعديل مصدري - تعديل

الميافع محلة تابعة لقرية الديمة، التابعة لعزلة بني الحارث بمديرية السدة إحدى مديريات محافظة إب في الجمهورية اليمنية.، بلغ تعداد سكانها 34 حسب تعداد اليمن لعام 2004.